# Lista podobozów KL Stutthof
Wykaz podobozów i większych komand zewnętrznych obozu koncentracyjnego Stutthof (KL)

## Podobozy i większe komanda zewnętrzne utworzone w latach 1939–1945 (poza filiami z więźniami żydowskimi)
- Außenstelle Grenzdorf
- Außenstelle Matzkau
- Außenstelle Zeyersniederkampen
- Außenstelle Pröbbernau
- Außenstelle Elbing des Zivilgefangenenlagers Stutthof
- Außenstelle Westerplatte
- Außenkommando Weßlinken
- Außenkommando Pelplin
- Außenkommando Ziegelei Zigankenberg
- Außenkommando Betonfabrik Danzig
- Außenkommando Adlershorst
- Neubauleitung-Saspe
- Danziger Kommando
- Außenkommando Neuteich
- Transportkommando Tiegenhof
- Außenkommando Lauenburg
- Außenstelle Hopeehill
- Außenkommando Preußisch Stargard
- Außenkommando Schönwarling
- Außenlager Pölitz bei Stettin
- Außenarbeitslager Rosenberg
- Außenkommando Kleinbahn Tiegenhof
- Außenarbeitslager Danziger Werft
- Außenkommando Ziegelei Tiegenhof
- Außenarbeitslager Schichau Werft Elbing
- Außenarbeitslager Deutsche Werke Gotenhafen
- Außenkommando Rambau
- Außenkommando Althammer
- Außenkommando Botte-Botchin
- Außenkommando Bromberg
- Außenkommando Bromberg-Ost
- Außenkommando Bromberg-Brahnau
- Außenkommando Bruss-Sophienwalde

## Filie KL Stutthof z więźniami żydowskimi w 1944 r.
- Außenarbeitslager Praust bei Danzig
- Außenarbeitslager Bromberg-Brahnau
- Baukommando Ostland (Organisation Todt Elbing)
- Außenarbeitslager AEG Thorn-Winkenau
- Außenarbeitslager Königsberg
- Außenarbeitslager Bruss
- Baukommando Weichsel (Organisation Todt Thorn)
- Außenarbeitslager Stolp (Reichsbahnausbesserungswerk Stolp)
- Außenarbeitslager Schichau Werft Danzig
- Außenarbeitslager Bromberg-Ost
- Außenarbeitslager Russoschin bei Praust
- Außenarbeitslager Heiligenbeil
- Außenarbeitslager Seerappen
- Außenarbeitslager Schippenbeil
- Außenarbeitslager Gerdauen
- Außenarbeitslager Jesau
- Außenarbeitslager Marine-Bauleitung Danzig-Holm
- Elbing Brückenkopfbau
- Libau Heeresgruppe Nord